# Pomacentrus reidi
Pomacentrus reidi es una especie de peces de la familia Pomacentridae en el orden de los Perciformes.

## Morfología
Los machos pueden llegar alcanzar los 9 cm de longitud total.

## Hábitat
Es un pez de mar.

## Distribución geográfica
Se encuentra desde las Filipinas y Célebes hasta las Islas Salomón, Vanuatu, la Gran Barrera de Coral y República de Palau.